# Карлов Володимир Олексійович
Володимир Олексійович Карлов (нар. 7 квітня 1914, місто Павловськ Воронезької губернії, Російська імперія, тепер Воронезької області, Російська Федерація — 2 жовтня 1994, місто Москва, Росія) — радянський партійний і державний діяч, 1-й секретар Калінінського обкому КПРС, 2-й секретар ЦК КП Узбекистану. Кандидат у члени ЦК КПРС у 1961—1976 роках. Член ЦК КПРС у 1976—1989 роках. Депутат Верховної Ради СРСР 6—11-го скликань (1962—1989). Герой Соціалістичної Праці (14.03.1984).

## Біографія
Народився в родині викладача духовного училища, надвірного радника Російської імперії. З 1921 року працював чистильником димоходів, дзвонарем Павлівського міського собору. У 1930 році закінчив Павлівську міську дев'ятирічну школу.
У 1930—1933 роках — студент зоотехнічного факультету Воронезького інституту птахівництва, який закінчив екстерном і здобув спеціальність зоотехніка.
У 1933—1936 роках — зоотехнік Нижнє-Волзького (Сталінградського) крайового земельного відділу.
З вересня 1936 по листопад 1937 року служив у Червоній армії: курсант навчального батальйону, рядовий-парашутист.
У листопаді 1937 — грудні 1939 року — зоотехнік, завідувач відділу дрібного тваринництва Сталінградського обласного земельного відділу.
У грудні 1939 — вересні 1940 року — секретар Єрманського районного комітету ВЛКСМ міста Сталінграда.
Член ВКП(б) з 1940 року.
У вересні 1940 — жовтні 1941 року — слухач Вищої партійної школи при ЦК ВКП(б) у Москві.
У листопаді 1941—1943 роках — інструктор, заступник завідувача сільськогосподарського відділу Сталінградського обласного комітету ВКП(б).
У 1943—1946 роках — завідувач відділу тваринництва, заступник секретаря Сталінградського обласного комітету ВКП(б).
У жовтні 1946 — серпні 1948 року — слухач Вищої партійної школи при ЦК ВКП(б) у Москві.
У серпні 1948 — травні 1949 року — інструктор сільськогосподарського відділу ЦК ВКП(б).
У травні 1949—1951 роках — секретар Сталінградського обласного комітету ВКП(б).
У 1951 — червні 1953 року — 2-й секретар Сталінградського обласного комітету ВКП(б).
У червні 1953 — січні 1954 року — начальник Сталінградського обласного управління сільського господарства.
У січні — вересні 1954 року — 2-й секретар Балашовського обласного комітету КПРС.
У вересні 1954 — січні 1959 року — заступник завідувача сільськогосподарського відділу ЦК КПРС по РРФСР.
24 січня 1959 — 27 вересня 1960 року — 1-й секретар Калінінського обласного комітету КПРС.
У вересні 1960 — березні 1962 року — завідувач сільськогосподарського відділу ЦК КПРС по союзних республіках.
У березні — серпні 1962 року — інспектор ЦК КПРС.
2 серпня 1962 — 3 березня 1965 року — 2-й секретар ЦК КП Узбекистану.
У лютому 1965 — 8 квітня 1966 року — член Бюро ЦК КПРС по РРФСР.
У травні 1966 — травні 1976 року — 1-й заступник завідувача сільськогосподарського відділу ЦК КПРС.
У травні 1976 — жовтні 1986 року — завідувач сільськогосподарського відділу (відділу сільського господарства і харчової промисловості) ЦК КПРС.
З жовтня 1986 року — персональний пенсіонер союзного значення у місті Москві.
Похований на Троєкуровському цвинтарі Москви.

## Нагороди та звання
- Герой Соціалістичної Праці (14.03.1984)
- два ордени Леніна (14.03.1974, 14.03.1984)
- орден Жовтневої Революції (26.08.1971)
- п'ять орденів Трудового Червоного Прапора (19.09.1952, 11.01.1957, 17.03.1964, 1.03.1965, 13.04.1981)
- медалі